# Brunhuvad finklärka
Brunhuvad finklärka (Eremopterix signatus) är en liten fågel i familjen lärkor inom ordningen tättingar. Den förekommer i öken och torra gräsmarker i nordöstra Afrika. Ett fynd har gjorts i Israel. Beståndet anses vara livskraftigt.

## Kännetecken

### Utseende
Brunhuvad finklärka är liksom övriga finklärkor en mycket liten fågel, endast elva centimeter lång. Hanen är prydligt brokig i ansiktet med lysande vita fläckar på kinden och hjässan omringat av svart eller kastanjebrunt. Den mörka teckningen fortsätter ner till undergumpen medan bröstsidorna är vita. Ovansidan är brungrå och stjärten har vita kanter. Honan har liknande ansiktsteckning som hanen men med brun hjässa, blekt rostfärgat ögonbrynsstreck, beigevita kinder och ovansidan gråare än liknande rostkronad finklärka (Eremopterix leucopareia).

### Läte
Brunhuvade finklärkans sång består av en serie upprepade och stigande sorgsamma toner. Lätet är ett pipande, påminnande om mindre strimsvalans.

## Utbredning och systematik
Brunhuvad finklärka delas in i två underarter med följande utbredning:
- Eremopterix signatus signatus – förekommer i södra och östra Etiopien, Somalia och östra Kenya
- Eremopterix signatus harrisoni – förekommer i sydöstra Sydsudan och nordvästra Kenya (väster om Turkanasjön)

Vid ett tillfälle har den påträffats i Israel, 1 maj 1983.

## Levnadssätt
Arten är vanligt förekommande i olika typer av arida och halvarida miljöer som sandöken, lavaöken, öppna steniga områden med vissa buskage och kortvuxna torra gräsmarker från havsnivån upp till 1.500 meters höjd. Den häckar från april till juli och är troligen monogam.Den födosöker på marken, mestadels efter gräsfrön, men matar ungarna med insekter. Utanför häckningstid ses den i flockar med upp till 40 individer.

## Status och hot
Arten har ett stort utbredningsområde och en stor population. Den tros ha ökat i antal till följd av en populationsetablering i södra Kenya. Utifrån dessa kriterier kategoriserar internationella naturvårdsunionen IUCN arten som livskraftig (LC). Världspopulationen har inte uppskattats men beskrivs som generellt ganska vanlig, mycket vanlig om förhållandena är gynnsamma.